# Consistórios de Gregório XI
Esta entrada reúne a lista completa dos concistórios para a criação de novos cardeais presidida pelo Papa Gregório XI, com uma indicação de todos os cardeais criados sobre os quais há informação documental (21 novos cardeais em 2 consistórios). Os nomes são colocados em ordem de criação.

## 30 de maio de 1371
1. Pedro Gomes Barroso, o Jovem (falecido em junho de 1374)
2. Jean de Cros (falecido em novembro de 1383)
3. Bertrand de Cosnac, C.R.S.A.,(falecido em junho de 1374)
4. Bertrand Lagier, O.F.M., (falecido em novembro de 1392)
5. Robert de Genève(falecido em setembro de 1394)
6. Guillaume de Chanac, O.S.B. (falecido em dezembro de 1383)
7. Jean Lefèvre (falecido em março de 1372)
8. Jean de La Tour, O.S.B.Clun. (falecido em abril de 1374)
9. Giacomo Orsini (falecido em agosto de 1379)
10. Pierre Flandrin (falecido em janeiro de 1381)
11. Guillaume Noellet (falecido em julho de 1394)
12. Pierre de Vergne (falecido em outubro de 1403)

## 20 de dezembro de 1375
1. Pierre de la Jugée, O.S.B.Clun. (falecido em novembro de 1376)
2. Simon da Borsano (falecido em agosto de 1381)
3. Hugues de Montrelais, o Jovem, (falecido em fevereiro de 1384)
4. Jean de Bussière, O.Cist., (falecido em setembro de 1376)
5. Guy de Malesec (falecido em março de 1412)
6. Jean de La Grange, O.S.B.(falecido em abril de 1402)
7. Pierre de Sortenac (falecido em agosto de 1390)
8. Gérard du Puy, O.S.B.Clun. (falecido em fevereiro de 1389)
9. Pedro Martínez de Luna e Pérez de Gotor (que morreu em novembro 1422 e maio 1423)

## fontes
- «Current and historical information about the Bishops and Dioceses of the Catholic Hierarchy around the world» (em inglês)
- Salvador Miranda. «Gregory XI». fiu.edu – The Cardinals of the Holy Roman Church (em inglês). Universidade Internacional da Flórida. Consultado em 29 julho 2015